# صادق أحمد
صادق أحمد (بالبنغالية: সাদিক আহমেদ)‏ هو مصور سينمائي ومخرج بنغلاديشي، ولد في 29 مارس 1977 في بنغلاديش.

## وصلات خارجية
- صادق أحمد على موقع أرشيف الشارخ.
- صادق أحمد على موقع IMDb (الإنجليزية)
- صادق أحمد على موقع ألو سيني (الفرنسية)
- صادق أحمد على موقع أول موفي (الإنجليزية)
- صادق أحمد على موقع قاعدة بيانات الفيلم (الإنجليزية)
- صادق أحمد على موقع كينوبويسك (الروسية)